# Claassenia tincta
Claassenia tincta är en bäcksländeart som först beskrevs av Luisa Eugenia Navas 1923.  Claassenia tincta ingår i släktet Claassenia och familjen jättebäcksländor. Inga underarter finns listade i Catalogue of Life.